# NGC 243
NGC 243 é uma galáxia espiral (S?) localizada na direcção da constelação de Andromeda. Possui uma declinação de +29° 57' 35" e uma ascensão recta de 0 horas, 46 minutos e 00,7 segundos.
A galáxia NGC 243 foi descoberta em 18 de Outubro de 1881 por Édouard Jean-Marie Stephan.